# Dávid Kaško
Dávid Kaško, né le 24 avril 1997,, est un coureur cycliste slovaque. Il est membre de l'équipe Dukla Banská Bystrica.

## Biographie
Durant sa scolarité, Dávid Kaško pratique la danse folklorique pendant neuf ans. Il se tourne ensuite vers l'athlétisme, puis commence le cyclisme à ses dix-huit ans, lorsqu'il obtient son premier vélo de course. Après des débuts en individuel, il évolue au sein des clubs locaux Rimavská Sobota puis Firefly. 
En 2019, il termine notamment deuxième du championnat de Slovaquie sur route espoirs (moins de 23 ans). Il remporte également le titre national dans le contre-la-montre par équipes avec plusieurs coéquipiers. Lors de la saison 2022, il se classe quatrième du championnat de Slovaquie du contre-la-montre chez les élites. Il intègre par ailleurs l'équipe continentale slovaque Dukla Banská Bystrica à la fin du mois de juillet. En aout, il est sélectionné en équipe nationale pour participer aux championnats d'Europe, qui ont lieu à Munich.

## Palmarès et résultats

### Palmarès par année
- 2017
  - 3e du championnat de Slovaquie du contre-la-montre par équipes
- 2019
  -  Champion de Slovaquie du contre-la-montre par équipes
  - 2e du championnat de Slovaquie sur route espoirs

### Classements mondiaux
| Année                                 | 2019 | 2020  | 2021  | 2022  | 2023  | 2024  |
| ------------------------------------- | ---- | ----- | ----- | ----- | ----- | ----- |
| Classement mondial                    | 969e | 2026e | 2339e | 1684e | 2884e | 1699e |
| UCI Europe Tour                       | 700e | 1469e | 1561e | 1107e | nc    | nc    |
|                                       |      |       |       |       |       |       |
| Légende : nc = non classéSource : UCI |      |       |       |       |       |       |